# Alba Volán Székesfehérvár
Alba Volán Székesfehérvár, ili Sapa Fehérvár AV 19 je mađarski hokejaški klub iz Székesfehérvára. Klub trenutačno nastupa u međunarodnoj austrijskoj i mađarskoj hokejaškoj ligi. Domaće utakmice igraju u Ledenoj dvorani Gábora Ocskayja, koja je kapaciteta 3600 sjedećih mjesta. Dvorana je izgrađena 1977. godine, natkrivena 1991., a 2002. pretrpjela je rekonstrukciju.

## Povijest
Hokej se u gradu igra od 1977. godine kada je izgrađeno klizalište pa se tadašnji Budapesti Volán preselio iz glavnog grada Mađarske. Premda se prvi naslov prvaka bilježi već 1981. godine, u to vrijeme u klubu su uglavnom igrali igrači iz Budimpešte.
U klubu su rad s mlađim kategorijama shvatili ozbiljno pa je Alba 1994. zaigrala u finalu s igračima poteklima u klubu. Na prvi trofej čekalo se do 1999. kada je u finalu svladan tadašnji prvak Dunaferr. Dvije godine poslije osvojen je i drugi naslov, opet protiv Dunaferra. Od 2003. godine pa do 2009., Alba je osvojila sedam uzastopnih naslova prvaka Mađarske. U vremenu svoje dominacije u mađarskom prvenstvu, Alba je nastupala i u Interligi gdje je u konkurenciji najboljih klubova iz Slovenije, Mađarske i Hrvatske dva puta osvajala naslov pobjednika lige. U dvije sezone nastupanja u EBEL-u, Alba se držala začelja. U svojoj premijernoj sezoni bili su uvjerljivo posljednji, a sezonu kasnije (2008./09.) završili su na devetom mjestu.
Pristup mađarskog prvaka nastupu u EBEL-u temeljio se na okupljanju najboljih mađarskih igrača uz dodatak stranih igrača koje su u klubu trebali i koje su si mogli priuštiti. U svojoj premijernoj sezoni Mađari su više razmišljali kako će uigrati postave za reprezentaciju nego o plasmanu. Poslije raznih prigovora, dovedena su brojna strana pojačanja i momčad je zaigrala bolje, ali na kraju to nije bilo dovoljno za ulazak u doigravanje.
Nakon što je legendarni mađarski hokejaš Gábor Ocskay iznenada preminuo krajem sezone 2008./09., njegov broj 19 umirovljen je i stavljen u novo ime kluba - Sapa Fehérvár AV 19. Dvorana je preimenovana. Alba je u prvoj sezoni pod novim imenom izborila doigravanje kao šestoplasirana momčad prvenstva, dok su ispali već u četvrtfinalu od austrijskog predstavnika Vienna Capitalsa.

## Trofeji
- Prvenstvo Mađarske: (1980./81., 1998./99., 2001./01., 2002./03., 2003./04., 2004./05., 2005./06., 2006./07., 2007./08., 2008./09.)
- Mađarski kup: (1994., 1999., 2001., 2005., 2007.)
- Interliga: (2) (2003., 2007.)

## Vanjske poveznice
- Službena stranica